# Симптом гамбургера
Симптом гамбургера (англ. Hamburger sign) — один із симптомів апендициту.

## Клінічне значення
Симптом використовується для виключення апендициту, при цьому лікар запитує, чи хоче пацієнт з'їсти свою улюблену їжу, яку умовно називають узагальнено гамбургером. Якщо пацієнт згодиться поїсти, то це з великою ймовірністю відкидає наявність апендициту, при якому спостерігається значне зниження апетиту — анорексія.